# 战略对话
战略对话指的是国际上的双方（或多方），就重大的、关键性的问题进行交换态度、沟通意见的外交活动。议题可以涉及政治、经济、外交等诸多方面，也可扩展到防务、金融、环保等其他专业领域。同时，议题涉及的对象也不限于对话各方。可以说，只要对话双方感兴趣的问题，都有机会成为议题。战略对话不一定是双方领导人会晤，双方相关高层官员对话的情形更普遍些。
战略对话有助于加深彼此信任，减少对话双方的误判与敌对，增进国际关系的务实化。战略对话是一种积极的国际间的互动形式。

## 中美外交中的战略对话
中华人民共和国方面将2005年8月开始，目前仍在进行的多轮中美对话称作“战略对话”（Strategic Dialogue），而美国一方称为“高层对话”（Senior Dialogue），原因是美方认为只有与盟友的相关对话才能称为“战略对话”。
可见在“战略对话”的细节含义上，不同的地域存在一定的分歧。